# Phrosina semilunata
Phrosina semilunata är en kräftdjursart som beskrevs av Risso 1822. Phrosina semilunata ingår i släktet Phrosina och familjen Phrosinidae. Inga underarter finns listade i Catalogue of Life.